# 戴伯韬

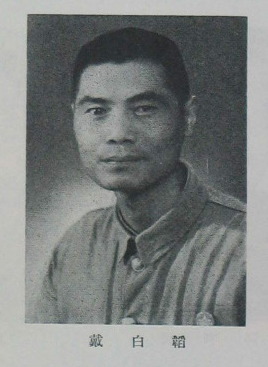
戴伯韜近照

戴伯韬（1907年7月15日—1981年3月6日）， 曾用名戴邦杰、戴白韬，化名白征东、戴邦，笔名白桃、许宗实，江苏丹阳人，中国教育家，中国共产党党员。戴伯韬投身于教育事业，为近现代中国教材和教育理论书籍的编辑出版工作做出了贡献。

## 生平

### 民国时期
戴伯韬出生于江苏丹阳，1928年毕业于陶行知晓庄师范学校。
毕业后，戴伯韬先后在无锡民众教育学院、惠山实验小学任教，直到1931年前往上海编辑教育类丛书和杂志，例如《儿童科学丛书》和《生活教育》。抗日战争爆发后，戴伯韬积极参与抗战活动，参与编辑《战时教育》期刊。1941年，戴伯韬前往苏北抗日革命根据地，担任教育、宣传、文化等领域的领导职位。

### 共和国时期
建国后，戴伯韬担任过上海市教育局局长、人民教育出版社副社长兼总编辑、中国教育学会第一届副会长和全国教育学研究会第一届理事长。此外，戴伯韬是中国共产党第八届全国代表大会代表，第三届全国人民代表大会代表和中国人民政治协商会议第一届全体会议代表、第五届全国委员会委员。

### 去世
1981年3月6日，戴伯韬因急性心肌梗塞去世。

## 著作
戴伯韬的著作有《小学教师工作手册》、《陶行知生平及其学说》、《戴伯韬教育文选》、《解放战争初期苏皖边区教育》等。